# Дёлькю (приток Ожогина)
Дёлькю́ (также Делькю) — река в России, протекающая по Момскому району Якутии, правая составляющая реки Ожогина. Длина реки — 137 км, площадь водосборного бассейна — 1510 км². 
Исток находится в центральной части Момского хребта, на высоте более 1027 м над уровнем моря. В верховьях течёт на северо-запад; через несколько километров, после впадения Мас-Юрюе, поворачивает на север и течёт в узкой горной долине. Вытекая на низменный Ожогинский дол, река поворачивает на северо-восток, где она протекает в лесотундровой зоне. Русло начинает меандрировать, встречаются наледи. Перед устьем происходит бифуркация, и одним рукавом Дёлькю впадает в Сулаккан, а другим сливается с ним и образует реку Ожогина на отметке ниже 106 м над уровнем моря в 523 км от её впадения в Колыму. Ширина в нижнем течении — 61 м при глубине 0,9 м. Населённых пунктов на реке нет. 

## Основные притоки
Указаны поименованные притоки длиной 30 км и более
| Название | Расстояние от устья | Длина | Положение |
| -------- | ------------------- | ----- | --------- |
| Дылгы    | 56                  | 34    | левый     |
| Чалбанья | 62                  | 40    | левый     |
| Мас-Юрюе | 101                 | 30    | левый     |

## Данные водного реестра
По данным государственного водного реестра России и геоинформационной системы водохозяйственного районирования территории РФ, подготовленной Федеральным агентством водных ресурсов:
- Бассейновый округ — Анадыро-Колымский
- Речной бассейн — Колыма
- Речной подбассейн — Колыма до впадения Омолона
- Водохозяйственный участок — Колыма от водомерного поста ГМС Коркодон до водомерного поста города Среднеколымск
- Код водного объекта — 19010100412119000038382